# Jean-Baptiste Eugène Estienne
Jean-Baptiste Eugène Estienne, francoski general in konstruktor, * 1860, † 1936.
1. 1 2  data.bnf.fr: platforma za odprte podatke — 2011.
2. ↑  podatkovna baza Léonore — ministère de la Culture.
3. 1 2  GeneaStar